# Ischyrochampsa
Ischyrochampsa  — викопний рід крокодилоподібних плазунів вимерлої родини Allodaposuchidae. Рід існував у крейдовому періоді (85-71 млн років тому). Типові викопні рештки тварини знайдені в муніципалітеті Сент-Естев-Жансон у департаменті Буш-дю-Рон на півдні Франції. Інші зразки відомі в Іспанії.